# Roza Eldarowa
Roza Abduł-Basirowna Eldarowa (ros. Роза Абдул-Басировна Эльдарова, ur. 21 grudnia 1923 we wsi Kapczugaj w Dagestańskiej ASRR, zm. 4 lipca 2021 w Machaczkale) – radziecka polityk.
Uczyła się w szkole pedagogicznej, pracowała w rejonowym komitecie Komsomołu (w latach 1946–1947 jako I sekretarz komitetu) i w wydziale politycznym stanicy maszynowo-traktorowej w Dagestańskiej ASRR należała do WKP(b), była słuchaczką kursów aktywu partyjnego przy Dagestańskim Komitecie Obwodowym WKP(b) i Wyższej Szkoły Partyjnej przy KC WKP(b) (1949–1952). W latach 1947–1949 była I sekretarzem rejonowego komitetu WKP(b), sekretarzem Komitetu Okręgowego WKP(b)/KPZR w Machaczkale (1952–1953), od 1953 sekretarzem Komitetu Miejskiego KPZR w Machaczkale, potem do 1956 I sekretarzem Sowieckiego Komitetu Rejonowego KPZR w tym mieście. Od 1956 do marca 1962 była sekretarzem Dagestańskiego Komitetu Obwodowego KPZR, od maca 1962 do listopada 1967 przewodniczącą Prezydium Rady Najwyższej Dagestańskiej ASRR i jednocześnie przewodniczącą Dagestańskiego Oddziału Towarzystwa Przyjaźni Radziecko-Bułgarskiej, kierownikiem wydziału ds. pracy stałych komisji Prezydium Rady Najwyższej ZSRR (1967–1983) i członkiem kolegium redakcyjnego pisma „Rabotnica” (1967–1990) i kierownikiem Wydziału Nagród Prezydium Rady Najwyższej ZSRR (1983–1989). W 1989 przeszła na emeryturę.

## Odznaczenia
- Order Lenina
- Order Rewolucji Październikowej
- Order Czerwonego Sztandaru Pracy (dwukrotnie)
- Order Przyjaźni Narodów